# Řeporyjský hřbitov
Řeporyjský hřbitov se nachází v Praze 5 v městské čtvrti Řeporyje v ulici Smíchovská. Má rozlohu 0,6 ha a tvar úzkého, dlouhého obdélníka. Přední část hřbitova je v rovině, zadní část je ve svahu. Vchod je z jižní strany.

## Historie
Hřbitov byl založen na počátku 20. století nedaleko Náměstí U Lva jako náhrada za zrušený hřbitov u kostela svatého Petra a Pavla na Řeporyjském náměstí. Z jihu na sever vede ústřední cesta lemovaná alejí lip. Uprostřed, při západní zdi, stojí hřbitovní kaple, na konci cesty na návrší je vztyčen kříž s Kristem. Na hřbitově byli pohřbíváni obyvatelé Řeporyjí, Velké Ohrady a z usedlosti Opatřilka. Při severní zdi se nachází secesní hrobka rodiny Klánovy, při východní zdi je pomník rodiny mlynáře Trunečka. Je zde pochována také operní pěvkyně Zdeňka Zíková-Dimitrijevič (1899 – 1990).